# Theodor Plaut (Mediziner)

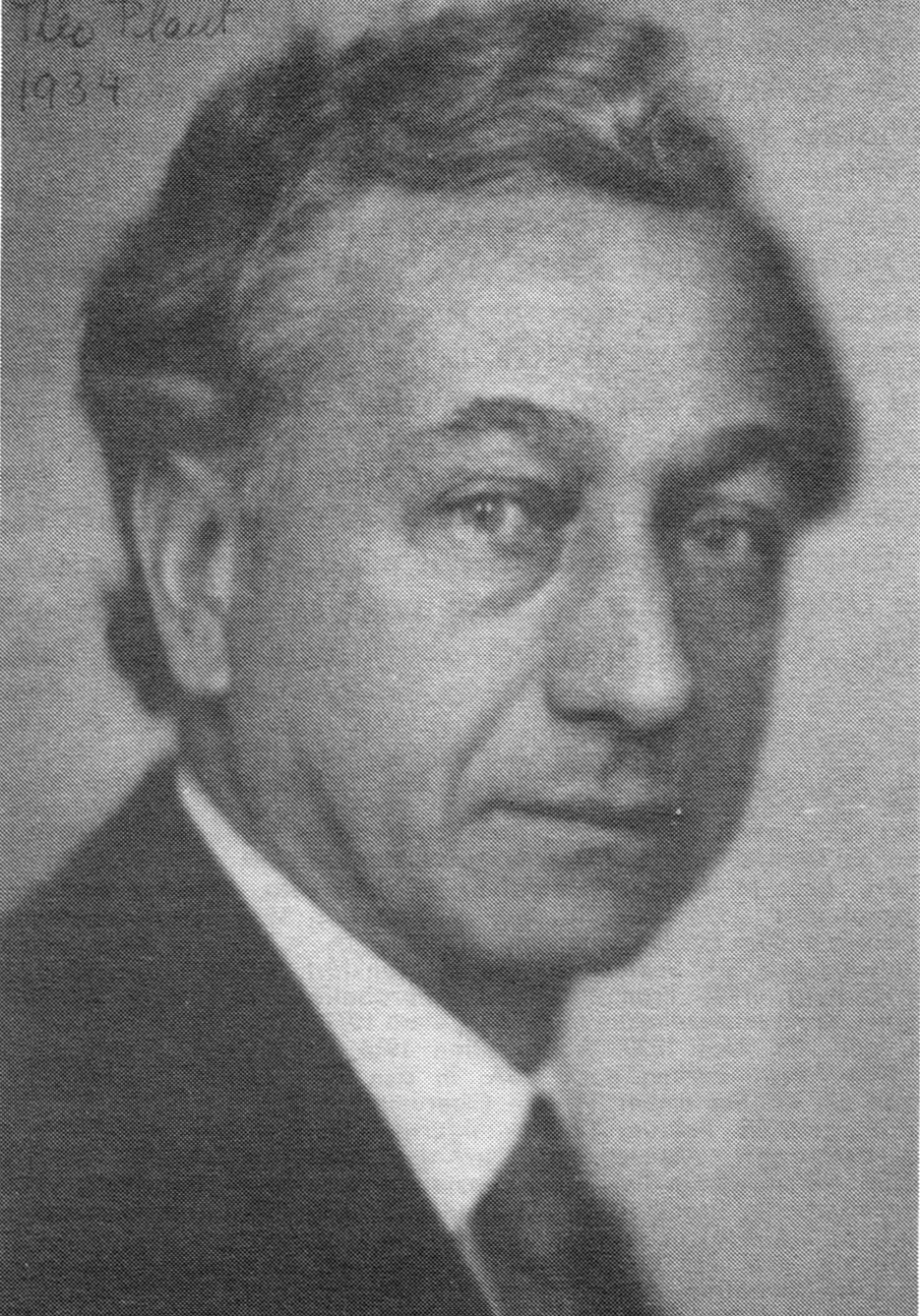
Theodor Plaut 1874–1938

Theodor Plaut (* 27. September 1874 in Karlsbad, Österreich-Ungarn; † 15. November 1938 in Wuppertal) war ein deutscher Mediziner.

## Leben und Tätigkeit
Plaut war ein Sohn des Rabbiners Rudolf Plaut (1843–1914) und seiner Frau Rosa, geborene Glans. Der Vater war seit 1883 Rabbiner der Israelitischen Gemeinde in Frankfurt am Main.
Nach dem Studium der Medizin in Würzburg, München, Berlin und Freiburg promovierte er 1897 in München zum Dr. med. Im selben Jahr erhielt er die medizinische Approbation. Anschließend arbeitete er als Assistent in Berlin, an der Medizinischen Klinik in Gießen und am Kantonsspital in Zürich. 1899 ließ er sich als Facharzt für Magen- und Darmkrankheiten in Frankfurt am Main nieder. 
Nach der Teilnahme am Ersten Weltkrieg, den  er als Militärbahnarzt in Kowno und als Stabsarzt in einem Feldlazarett verbrachte, war Plaut von 1923 bis 1933 in der Administration des Dr. Christ’schen Kinderhospitals tätig.
Politisch gehörte Plaut der SPD an, für die er von 1928 bis 1933 der Frankfurter Stadtverordnetenversammlung angehörte. Zudem war er Vorsitzender der Frankfurter Sektion des Vereins Sozialistischer Ärzte.
Nach dem Machtantritt der Nationalsozialisten erhielt Plaut 1933 ein Berufsverbot. Er ging daraufhin als Emigrant nach San Francisco, kehrte aber 1935 nach Frankfurt zurück, da seine  schwer erkrankte Frau Meta sich wünschte, in Frankfurt am Main begraben zu werden. Ihre Kinder Elisabeth Plaut (1906–1987), verheiratet mit Leo Meter, und Richard Plant (1910–1998) konnten sich vor der deutschen Judenverfolgung retten. 
Am 15. November 1938 nahmen Plaut und seine zweite Ehefrau Elli (1884–1938; verwitwete Katzenstein, geborene Friedländer), die er kurz zuvor – am 19. Oktober 1938 – geheiratet hatte, sich im Gefolge der als „Reichskristallnacht“ bekannt gewordenen antijüdischen Ausschreitungen in Deutschland das Leben. Zuvor war Elli, die von ihrem 1930 verstorbenen Mann ein großes Textilunternehmen geerbt hatte, aufgrund ihrer jüdischen Abstammung enteignet worden.

## Erinnerung
Heute erinnert je ein Stolperstein an Plaut und seine Ehefrau, der sich vor ihrem letzten Wohnsitz, dem Haus Am Forsthof 21 in Elberfeld, befindet.

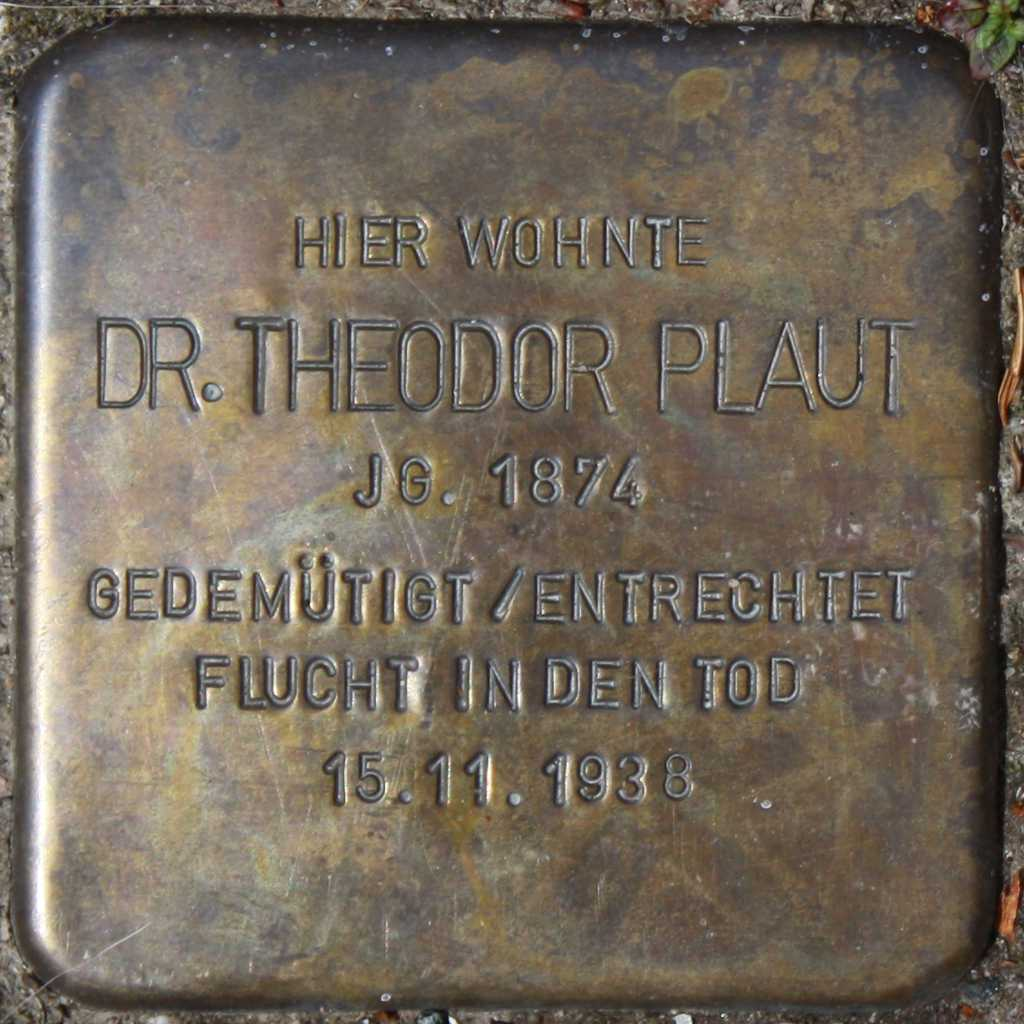
Stolperstein Theodor Plaut
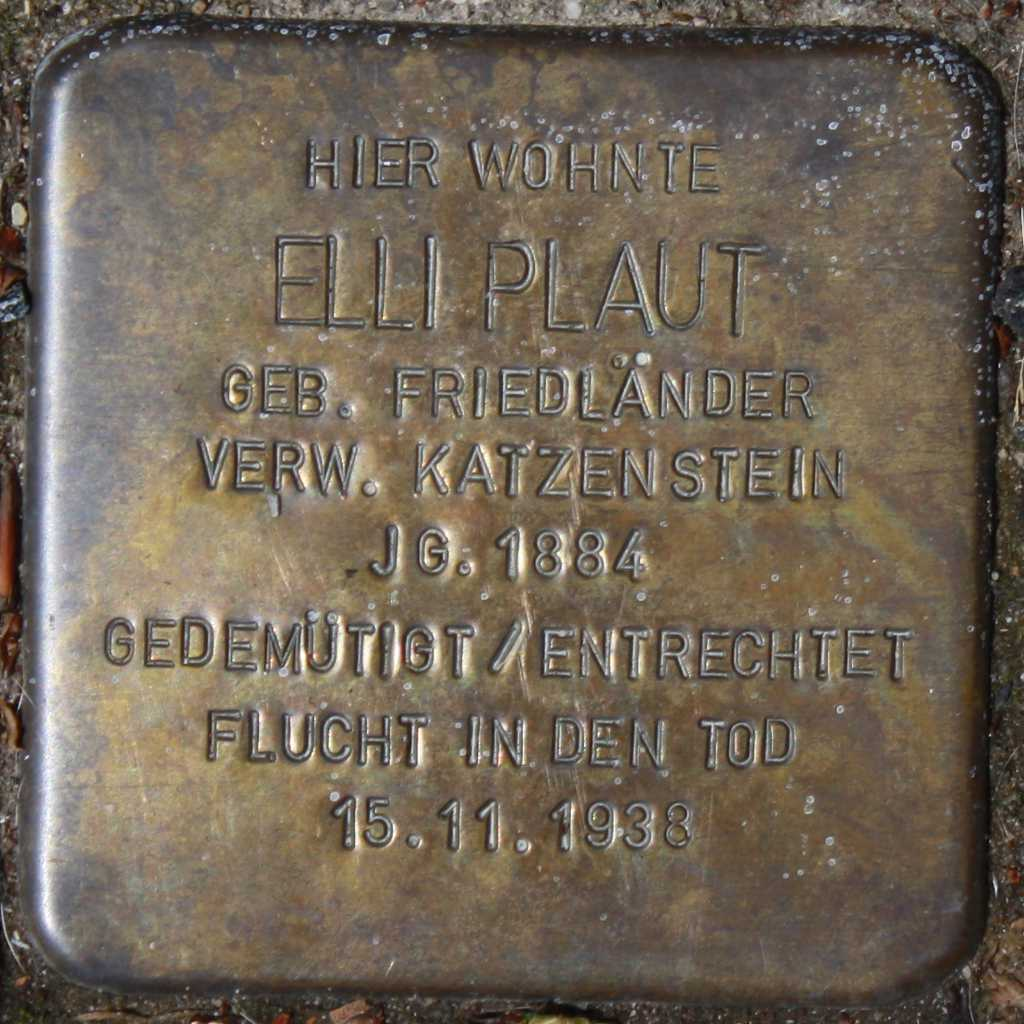
Stolperstein Elli Plaut

## Schriften
- Über cerebrale Apoplexien und Embolien. Statistische Untersuchungen auf Grund der in den Jahren 1890–1894 auf der I. medizinischen Abteilung des königlichen klinischen Institutes zu München beobachteten Fälle, 1897. (Dissertation)

## Zeitschriftenbeiträge (Auswahl)
In: Der sozialistische Arzt:
- Ärztetag in Danzig. Band IV (1928), Heft 3–4 (Dezember), S. 1–4 (Digitalisat)
- Deutscher Ärztetag in Köln 1931. Band VII (1931), Heft 8–9 (August–September), S. 229–232 (Digitalisat)